# Urso-pardo-do-Himalaia
O urso-pardo-do-Himalaia (Ursus arctos isabellinus), também conhecido como urso-vermelho-do-Himalaia, urso-isabelino ou Dzu-Teh, é uma subespécie de urso-pardo encontrada no norte do Afeganistão, do Paquistão e da Índia, e no oeste da China e do Nepal. É o maior mamífero da região, e os machos atingem até 2,2 metros de comprimento, enquanto as fêmeas são um pouco menores. Esses ursos são onívoros e hibernam em uma toca durante o inverno. Enquanto o urso-pardo, como espécie, é classificado como pouco preocupante pela IUCN, essa subespécie encontra-se em perigo de extinção e suas populações estão diminuindo.

## Descrição
Os ursos-pardos-do-himalaia exibem dimorfismo sexual. Os machos variam de 1,5 m a 2,2 m de comprimento, enquanto as fêmeas têm de 1,37 m a 1,83 m de comprimento. Eles são os maiores animais do Himalaia e geralmente têm cor castanho-clara ou castanho-avermelhada.

## Distribuição
Os ursos são encontrados no Nepal, Tibete, oeste da China, norte da Índia, norte do Paquistão e sudeste do Cazaquistão. Já se especula que eles tenham sido extintos no Butão. Análises filogenéticas mostraram que grupos de ursos-de-Gobi e o urso marrom do Himalaia e podem representar uma população relíquia dessa subespécie.

## Filogenética e evolução
O urso-pardo-do-himalaia consiste em um único clado que é o grupo irmão de todos os outros ursos-pardos (e ursos polares). A datação do evento de ramificação, estimada em 658.000 anos atrás, corresponde ao período de um episódio de glaciação do Pleistoceno Médio no planalto tibetano, sugerindo que durante a glaciação de Nyanyaxungla, a linhagem que daria origem ao urso-pardo-do-Himalaia ficou isolada em um refúgio distinto, levando à sua divergência.

## Comportamento e ecologia
Os ursos entram em hibernação por volta de outubro e acordam durante os meses de abril e maio. A hibernação geralmente ocorre em uma toca ou caverna feita pelo próprio urso.

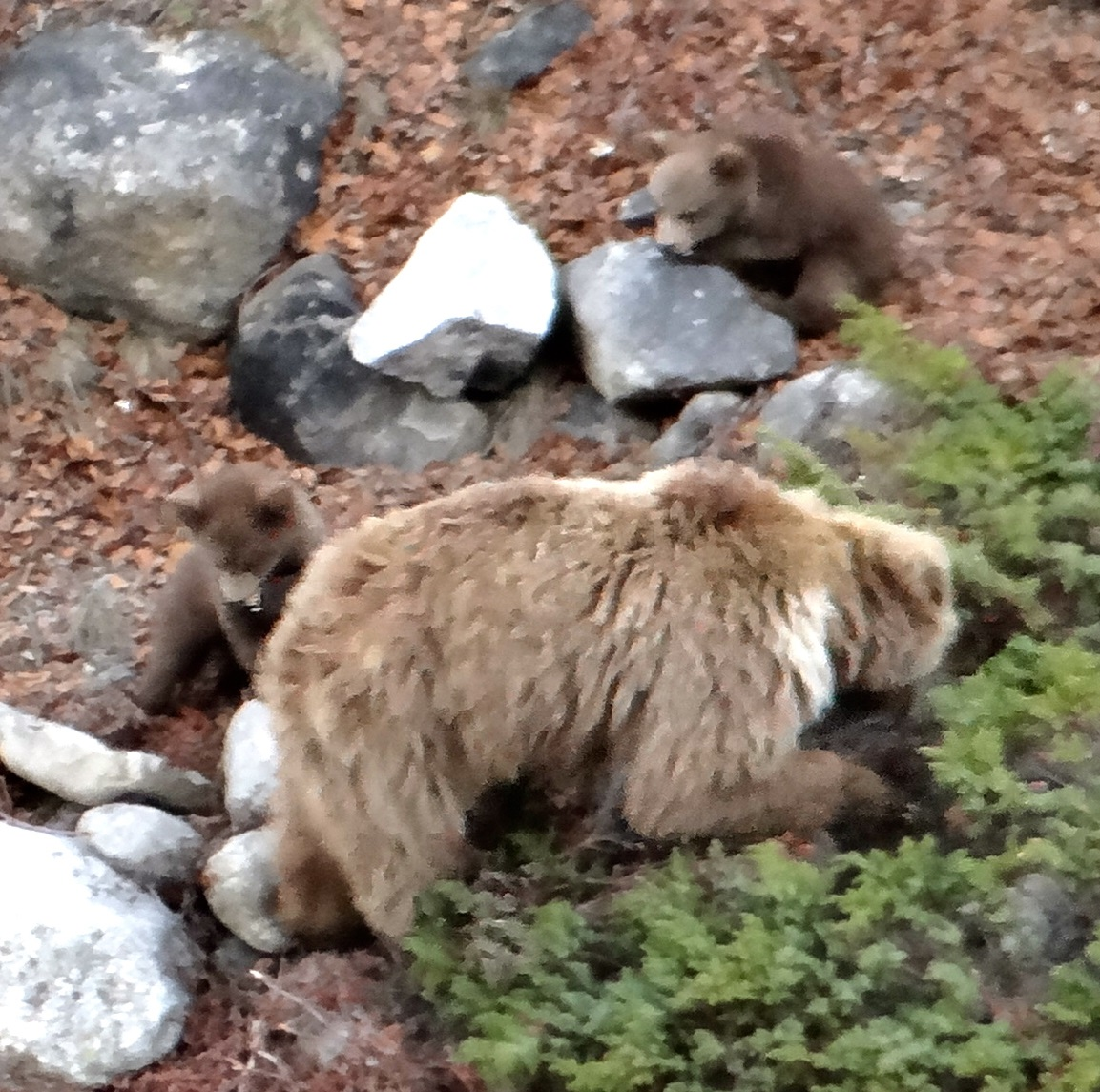
Urso-pardo-do-Himalaia com filhotes no caminho de Gangotri a Gaumukh, em Uttarakhand, Índia.

### Alimentação
Os ursos-pardos-do-Himalaia são onívoros e comem gramíneas, raízes e outras plantas, além de insetos e pequenos mamíferos; eles também gostam de frutas e bagas. Eles também caçam grandes mamíferos, incluindo ovelhas e cabras. Os adultos comem antes do nascer do sol e durante a tarde.

## Status e conservação

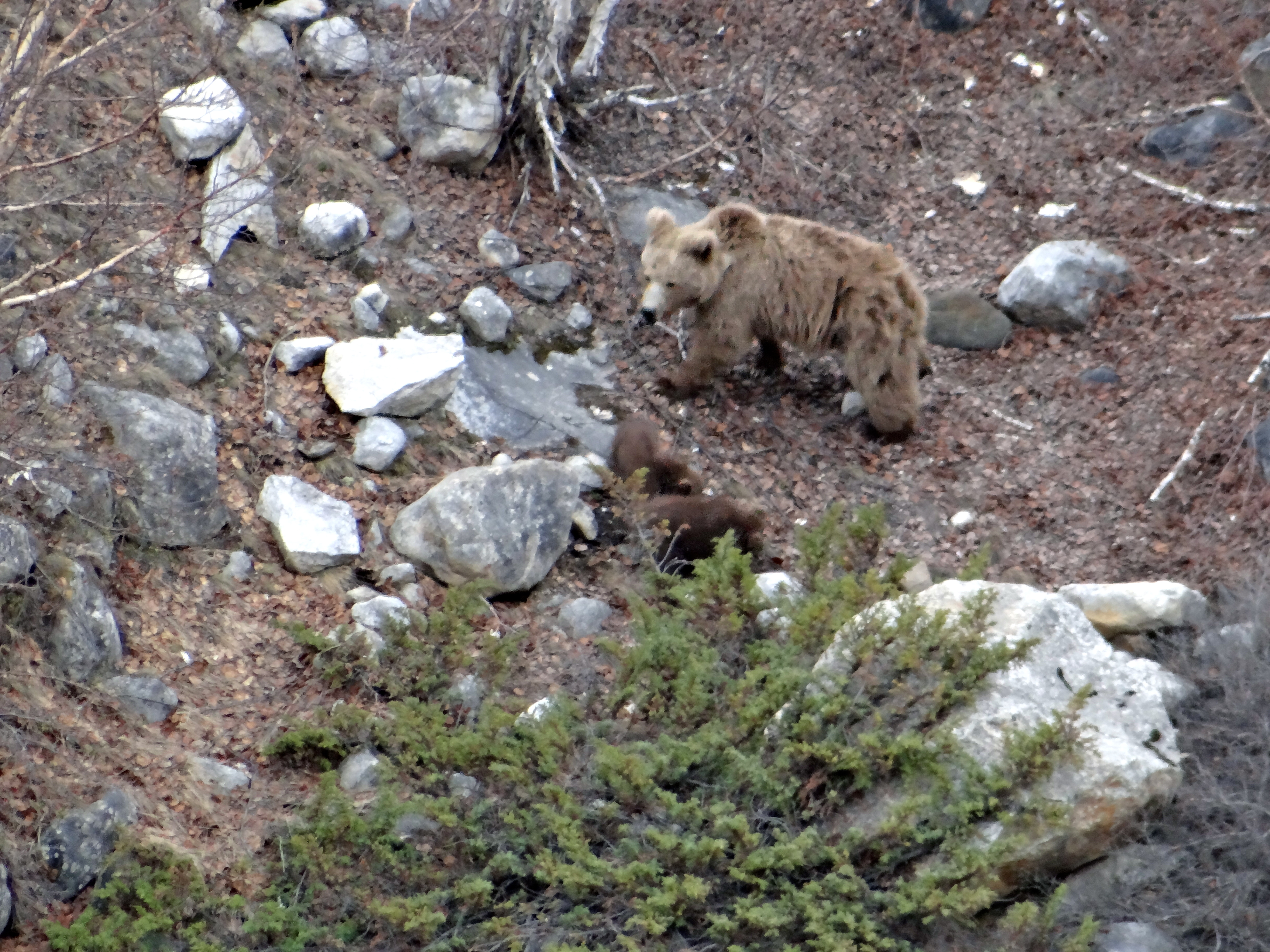
Urso-Pardo-do-Himalaia com filhotes na jornada de Gangotri a Gaumukh em Uttarakhand, Índia.

O comércio internacional é proibido pela Lei de Proteção da Vida Selvagem na Índia.[carece de fontes?] A Fundação Leopardo das Neves (SLF, da sigla em inglês de Snow Leopard Foundation), no Paquistão, realiza pesquisas sobre o status atual dos ursos-pardos-do-Himalaia na Faixa Pamir, em Gilgit-Baltistão, um habitat promissor para os ursos e um corredor da vida selvagem que conecta populações de ursos do Paquistão à Ásia central. O projeto também pretende investigar os conflitos que os seres humanos têm com os ursos, além de promover a tolerância aos ursos na região por meio da educação ambiental. A SLF recebeu financiamento do Prince Bernhard Nature Fund e Alertis. Ao contrário de outras subespécies de urso pardo, encontradas em bons números, o urso-pardo-do-Himalaia está criticamente ameaçado. Eles são caçados por peles e garras para fins ornamentais e órgãos internos para uso em medicamentos. Também são mortos por pastores para proteger seus animais e seu habitat é destruído pela invasão humana. Em Himachal, seu habitat são os santuários da vida selvagem Kugti e Tundah e a região tribal de Chamba. Sua população estimada é de apenas 20 em Kugti e 15 em Tundah. A árvore com a flor do estado de Himachal, buransh, é o ponto de encontro favorito do urso. Devido ao alto valor da árvore, ela está sendo cortada comercialmente, causando mais destruição ao habitat do urso-pardo. O urso-pardo-do-Himalaia é uma espécie criticamente ameaçada em parte de sua faixa, com uma população de apenas 150 a 200 indivíduos no Paquistão. As populações no Paquistão são de reprodução lenta, pequenas e em declínio devido à perda de habitat, fragmentação, caça furtiva e rinhas de urso.  Na Índia, os ursos pardos existem em 23 áreas protegidas nos estados do norte de Jammu e Caxemira, Himachal Pradesh e Uttaranchal, mas são consideradas razoavelmente comuns em apenas duas delas; em todo o país, provavelmente há menos de mil indivíduos e, possivelmente, metade disso.

## Associação com o Iéti

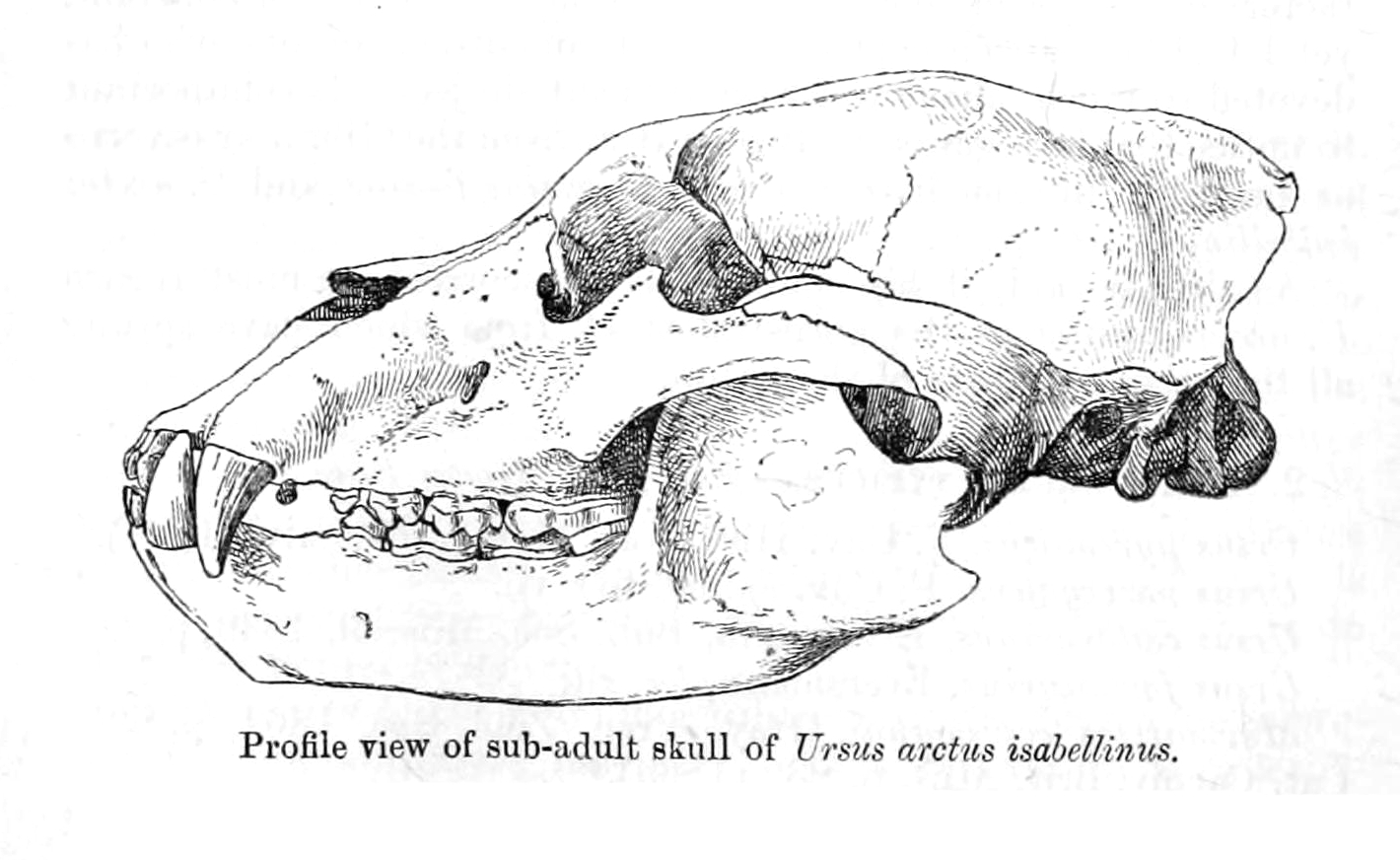
Crânio

"Dzu-Teh" é um termo nepalês que também tem sido associado com a lenda do Iéti, ou Abominável Homem das Neves, com o qual o urso-pardo-do-Himalaia tem sido por vezes confundido. Durante a Expedição Abominável Homem das Neves, do jornal britânico Daily Mail, de 1954, Tom Stobart encontrou um "Dzu-Teh". Isso é relatado por Ralph Izzard, correspondente do Daily Mail na expedição, em seu livro The Abominable Snowman Adventure (em português, A Aventura do Abominável Homem das Neves). O relatório também foi impresso nos despachos da expedição do Daily Mail em 7 de maio de 1954. O criptozoólogo George Eberhart diz que o problema é o resultado da fusão do "Dzu-Teh" com uma criatura diferente, conhecida como "Dre-Mo", e essa definitivamente é um urso. Uma análise de 2017 do DNA de um animal mumificado que supostamente representava um Iéti mostrou se tratar, na realidade, de um urso-pardo-do-Himalaia.